# We Remember Krzesełko
We Remember Krzesełko – trzeci album bydgoskiego zespołu jazzowego Sing Sing Penelope, wydany przez Electric Eye Records w 2008 roku.

## Spis utworów
1. "No Title" – 06:35
2. "James Bond" – 07:25
3. "Talkin'" – 04:05
4. "Farewell Dutch Hering" – 10:24
5. "It Has Just Begun, Doctor" – 10:28
6. "Third Man On The Moon" – 07:43

## Twórcy
- Tomek Glazik – saksofon tenorowy i barytonowy, syntezator
- Rafał Gorzycki – perkusja
- Wojtek Jachna – trąbka
- Daniel Mackiewicz – fortepian elektryczny, syntezator, perkusjonalia
- Patryk Węcławek – kontrabas, gitara basowa
- Sebastian Gruchot – skrzypce